# Pakanbaroe-spoorweg

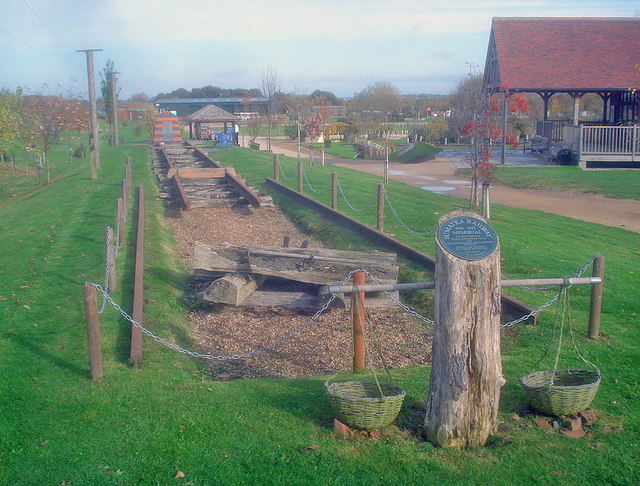
Het Sumatra Railway Memorial voor Pakanbaroe-spoorweg slachtoffers in het National Memorial Arboretum in Alrewas, Groot-Brittannië

De Pakanbaroe-spoorweg (ook: Pakan-Baroe-spoorweg, Pekanbaru-spoorweg of Sumatra-spoorweg) was een van de zogenoemde dodenspoorwegen die tijdens de Tweede Wereldoorlog in opdracht van de Japanse bezetter in Azië aangelegd werden.
De Pakanbaroe-spoorweg van Pakanbaroe naar Muaro op Sumatra in Nederlands-Indië was 200 kilometer lang. Hij werd tussen april 1943 en augustus 1945 onder zware omstandigheden aangelegd door dwangarbeiders, vrijwilligers en krijgsgevangenen. In totaal werkten er aan de spoorweg 102.000 romoesja's, waarvan slechts een op de vijf de ontberingen overleefde; daarnaast werkten er 5.000 westerse krijgsgevangenen, waarvan vele honderden omkwamen. De spoorweg werd slechts eenmaal gebruikt, toen de Japanse bezetting van Nederlands-Indië al voorbij was.
Dwangarbeid laten verrichten door krijgsgevangenen is een misdaad tegen het Landoorlogreglement; hen mishandelen is een misdaad tegen de menselijkheid. Het laten verrichten van dwangarbeid door burgers is eveneens een misdaad tegen de menselijkheid.
Veel aandacht ging na 1945 uit naar de Birma-Siam-spoorweg. Bij de aanleg daarvan waren vooral Amerikaanse, Brits en Australische krijgsgevangenen betrokken. Tal van boeken en de speelfilm The Bridge on the River Kwai hebben bijgedragen aan de bekendheid van die spoorweg.

## Voorgeschiedenis
In de jaren 1920 maakte het gouvernement van Nederlands-Indië plannen om een spoorwegnet over Sumatra aan te leggen. Het doel was het binnenland te ontsluiten en een verbinding tussen oost- en west-Sumatra te creëren. Padang aan de westkust en Muaro, ook in het westen maar meer in het binnenland, waren voor 1941 al per spoor verbonden (via deze spoorweg kon men de Ombilinmijn in het binnenland bereiken). Aan de oostzijde was Pakanbaroe via de rivier de Siak verbonden met de oostkust. Een spoorweg van Muaro naar Pakanbaroe zou dus de verbinding tussen de west- en oostkust compleet maken.
Verkenningen voor de aanleg van deze spoorweg maakten duidelijk dat er veel tunnels geboord moesten worden en er ten minste drie grote spoorbruggen nodig waren. De uitkomst van het onderzoek was dat de spoorlijn niet rendabel zou zijn. De plannen verdwenen daarom in het archief van de Nederlands-Indische Staatsspoorwegen.

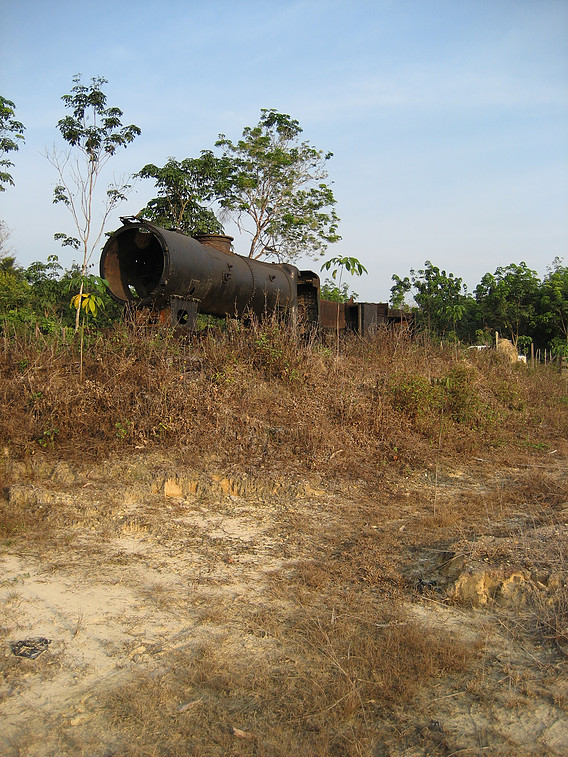
Restanten van een locomotief nabij krijgsgevangenenkamp no. 7

## Japanse bezetting
Na de Japanse verovering in 1942 kwamen de plannen onder ogen van de Japanse legerleiding, deze hield rekening met een invasie van de geallieerden op Sumatra. Deze was ook gepland, maar heeft nooit doorgang gevonden. In het kader van de verdediging van Sumatra vonden de Japanners een goed wegen- en spoorwegennet belangrijk. Ook de dreiging van onderzeeboten vanuit de Indische Oceaan maakte het belangrijk dat er op Sumatra goede transportmogelijkheden waren tussen de Indische Oceaan en de Straat Malakka.
De afvoer van kolen via de haven van Padang werd als gevaarlijk beschouwd. Door een spoorweg te bouwen van Muaro naar Pekanbaru, zou er een mogelijkheid ontstaan om kolen over land van de westkust van Sumatra naar de oostkust van het eiland te vervoeren. Pekanbaru heeft via de rivier de Siak een verbinding met de Straat van Malakka. Naast steenkool zou hout, voedsel, troepen en andere lading kunnen worden vervoerd. De tropische begroeiing langs de spoorbaan bood een goede dekking tegen vijandelijke vliegtuigen. Japan had zoveel behoefte aan kolen dat de spoorlijn rendabel zou zijn. De spoorlijn zou moeten worden aangelegd door krijgsgevangenen en vooral romoesja's, voornamelijk op het eiland Java door middel van razzia's geronselde arbeiders.

## Aanleg
De daadwerkelijke aanleg was gebaseerd op het oorspronkelijk Nederlandse plan van ir. W.J.M. Nivel van de Dienst der Staatsspoor- en Tramwegen in Nederlandsch-Indië. In september 1943 werd door 22.000 romoesja's begonnen met de bouw van de spoorlijn. Eerst werd een spoordijk aangelegd. Dwangarbeiders werden vanaf mei 1944 aan het werk gezet om de spoorbaan aan te leggen. Binnen deze groep bevonden zich ook leden van de Atjey Party, een groep westerse krijgsgevangenen.

## Achtergrond
De Pakanbaroe-spoorweg was korter dan de Birmaspoorweg, de bekendste 'dodenspoorlijn', maar het aantal slachtoffers was veel hoger. Wat ook verschilde met de Birmaspoorweg was de leeftijdsopbouw van de krijgsgevangenen die de spoorlijn aan moesten leggen. Bij de Birmaspoorweg waren vooral de jonge krijgsgevangenen ingezet. Daardoor bleven voor de Pakanbaroe-spoorlijn alleen de oudere jaargangen over. Voor beide projecten waren gevaarlijke zeetransporten nodig: een groot deel van de romoesja's en krijgsgevangenen konden nooit te werk gesteld worden omdat hun transportschepen getorpedeerd werden. De schepen Harukiku Maru (voorheen Van Waerwijck) en Junyo Maru zijn hier voorbeelden van. Het werken in een ongezonde omgeving met weinig tot geen medische verzorging, karig en slecht voedsel en de vele mishandelingen was kenmerkend voor de aanleg van beide spoorwegen.
Door slechte voeding, uitputting, honger, mishandeling, dysenterie en tropische ziekten stierven veel arbeiders. Toch moest de spoorweg aangelegd worden, dwars door oerwoud, bergen en moerassen. Boren van tunnels zou te veel tijd in beslag nemen, daarom werd ervoor gekozen om grote omwegen te maken. Rivieren vormden extra hindernissen die overbrugd moesten worden.
De spoorweg werd gebouwd door Nederlandse, Britse, Australische en Amerikaanse krijgsgevangenen, geselecteerde burgers uit interneringskampen en vooral vele tienduizenden Indonesische romoesja's. De laatste groep werd nog slechter behandeld dan de westerlingen.

## Resultaat
Op 15 augustus 1945, de dag dat Japan capituleerde, was de spoorweg nog niet helemaal klaar. De Japanners verzwegen aan de dwangarbeiders dat Japan gecapituleerd had en lieten ze doorwerken aan de spoorweg. Voor de capitulatie is de spoorweg nooit gebruikt voor het doel waar hij voor was aangelegd. De enige trein die ooit eroverheen reed voerde bevrijde krijgsgevangenen af. De spoorweg werd nooit meer gebruikt en raakte snel in verval. Een van de redenen daarvoor was dat hij slecht gepland was, ook was bij de aanleg her en der gesaboteerd.

## Monument
Op het voormalig landgoed Bronbeek bij Arnhem bevindt zich het Monument Birma-Siam en Pakan Baroe Spoorwegen, in 2006 werd daarbij een plaquette onthuld ter herdenking van KNIL-krijgsgevangenen die bij de aanleg van de Pakanbaroe-spoorweg omkwamen.
In 2015 werd op Bronbeek een apart monument ter nagedachtenis aan de slachtoffers van de Pakanbaroe-spoorweg opgericht. Het bestaat uit twee stukken spoorrails. Op de bielzen zijn metalen platen aangebracht met de namen van 519 omgekomen KNIL-krijgsgevangenen. In totaal zijn er bij de aanleg circa 80.000 mensen omgekomen, de overgrote meerderheid Indonesiërs.